# يوربان هانسن
يوربان هانسن (بالدنماركية: Urban Hansen)‏ هو سياسي دانمركي، ولد في 23 أكتوبر 1908، وتوفي في 24 يوليو 1986. حزبياً، نشط في الحزب الاشتراكي الديمقراطي (الدنمارك).

## وصلات خارجية
- يوربان هانسن على موقع IMDb (الإنجليزية)